# Biodiversité en Italie

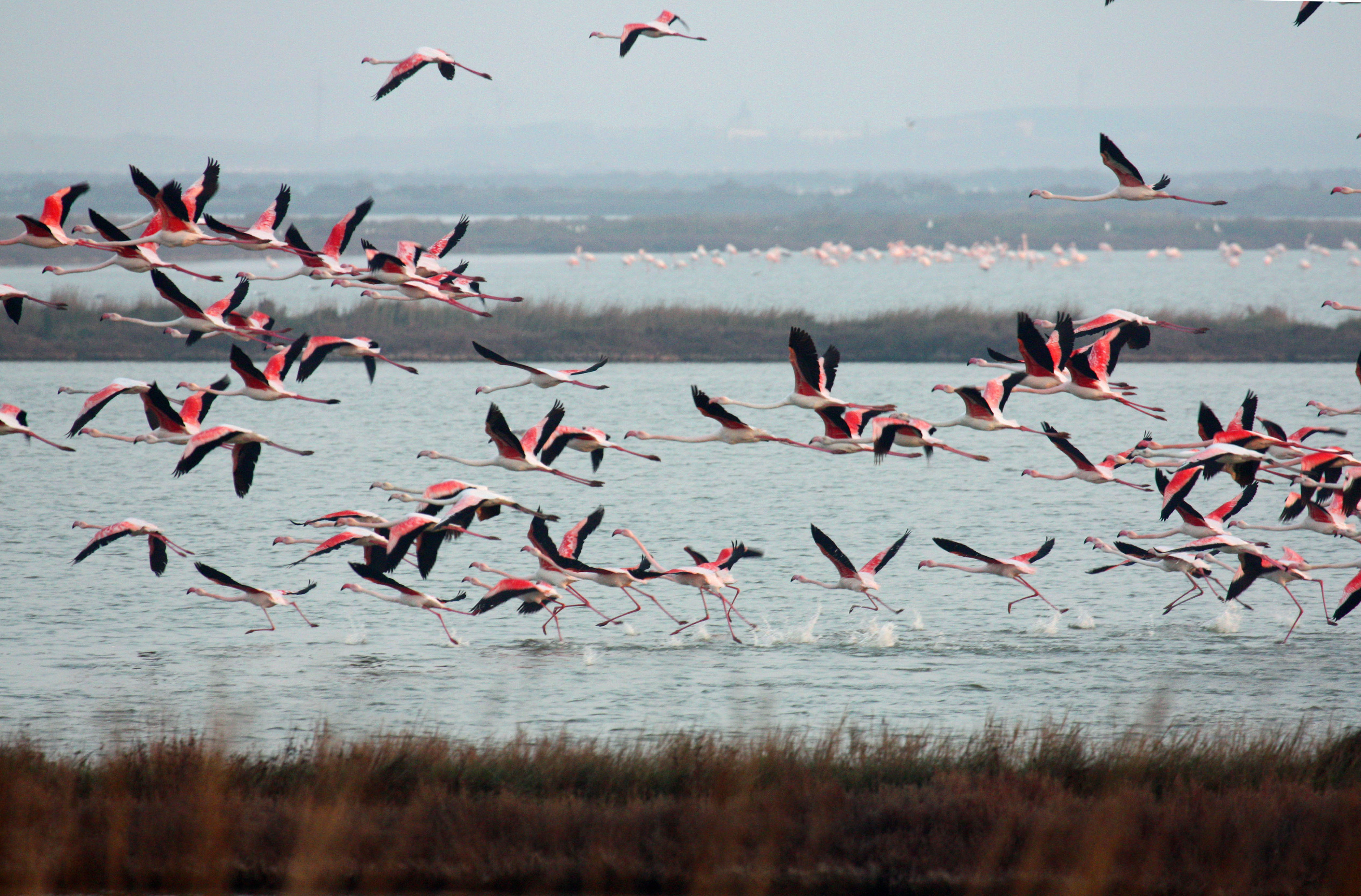
Flamants roses, fleuve Pô.

L’Italie est le pays européen plus riche en biodiversité animale et végétale, avec une population très riche en formes endémiques. C’est également le pays d’Europe qui compte le plus grand nombre d' espèces végétales à graines,.

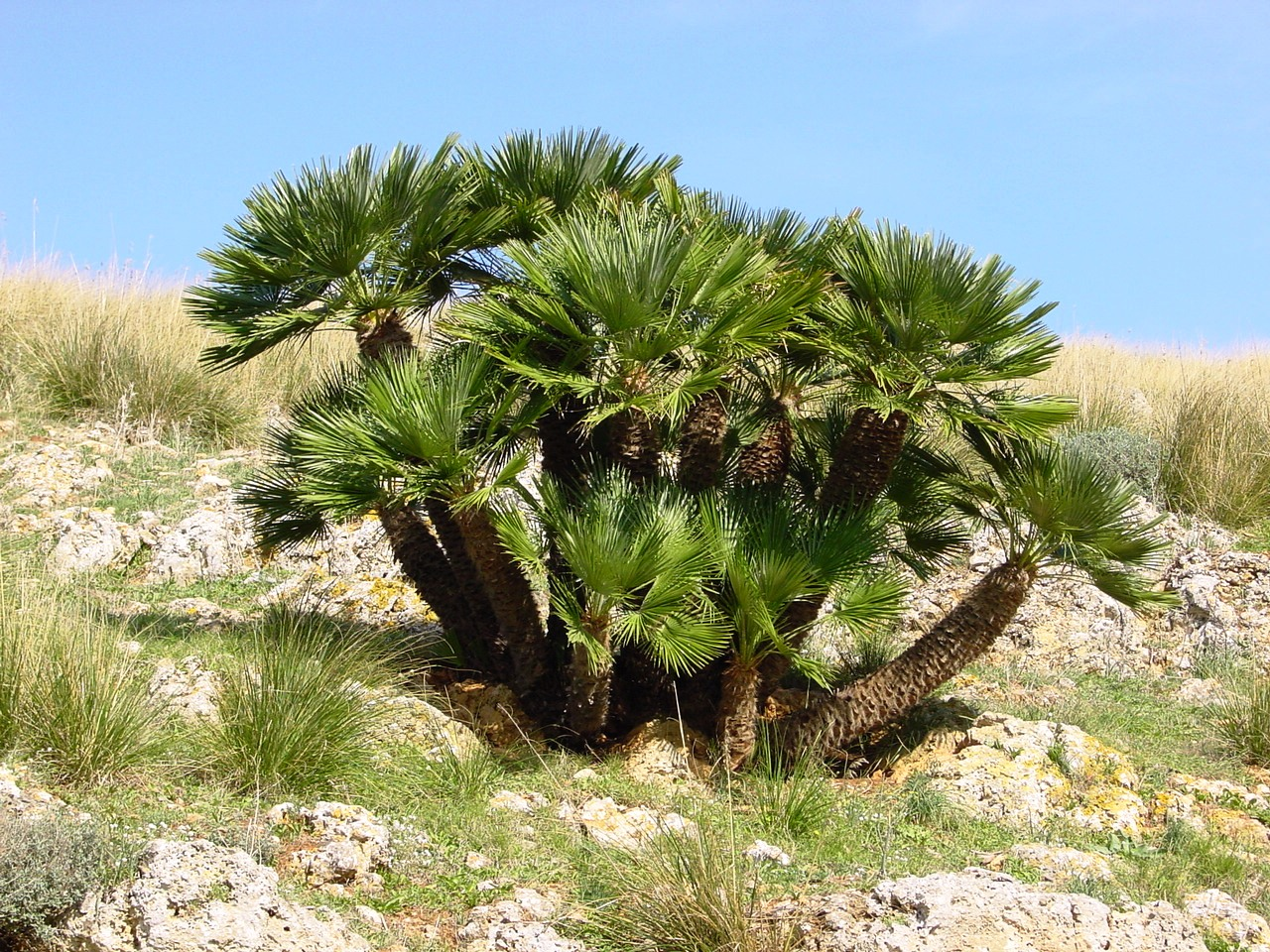
Palmier doum.

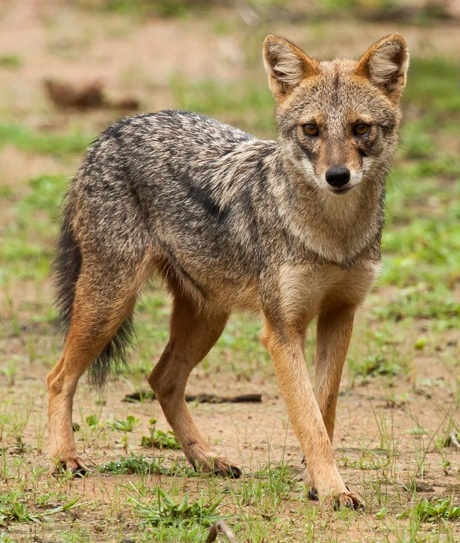
Chacal doré.

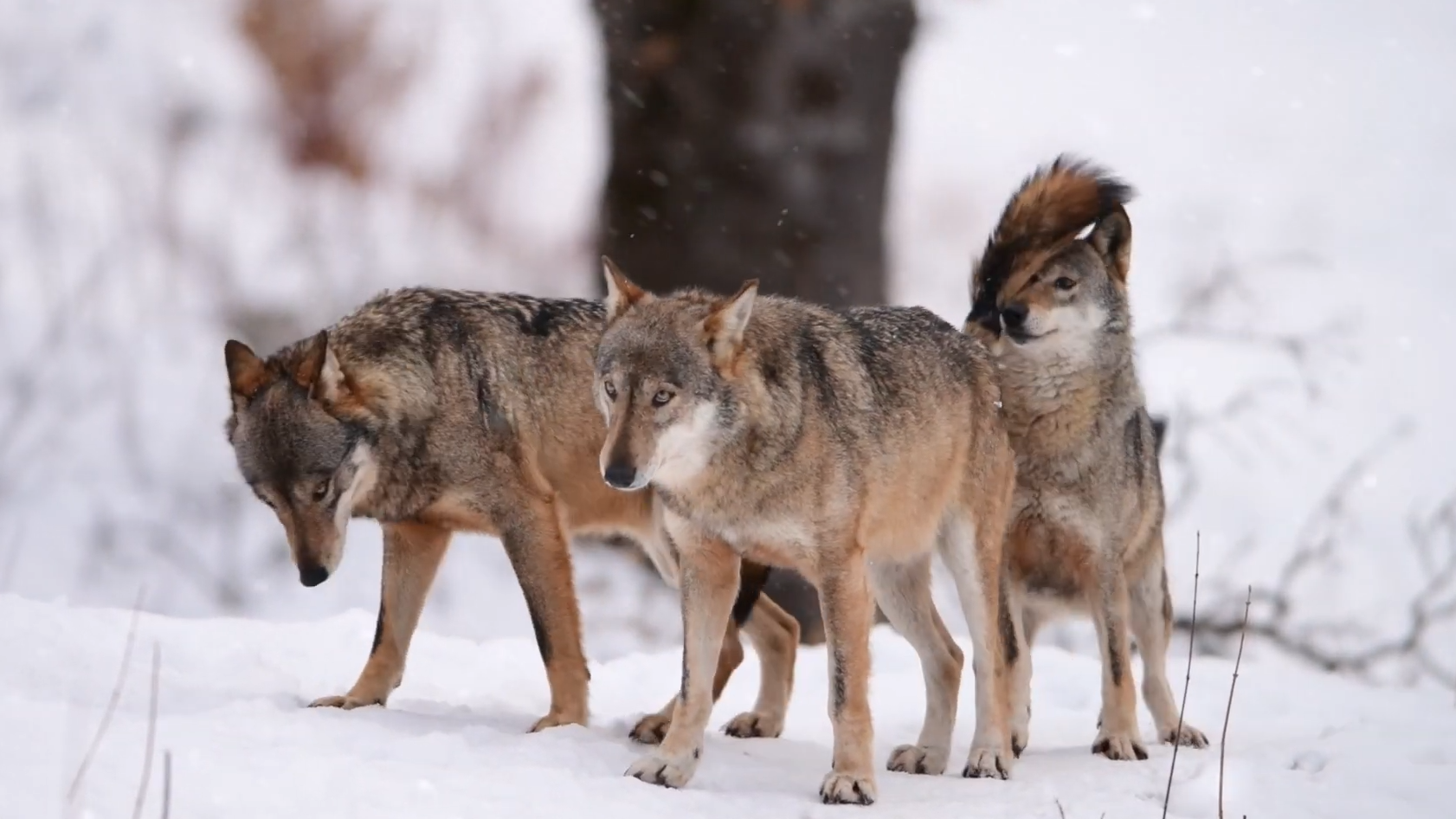
Loup des Apennins.

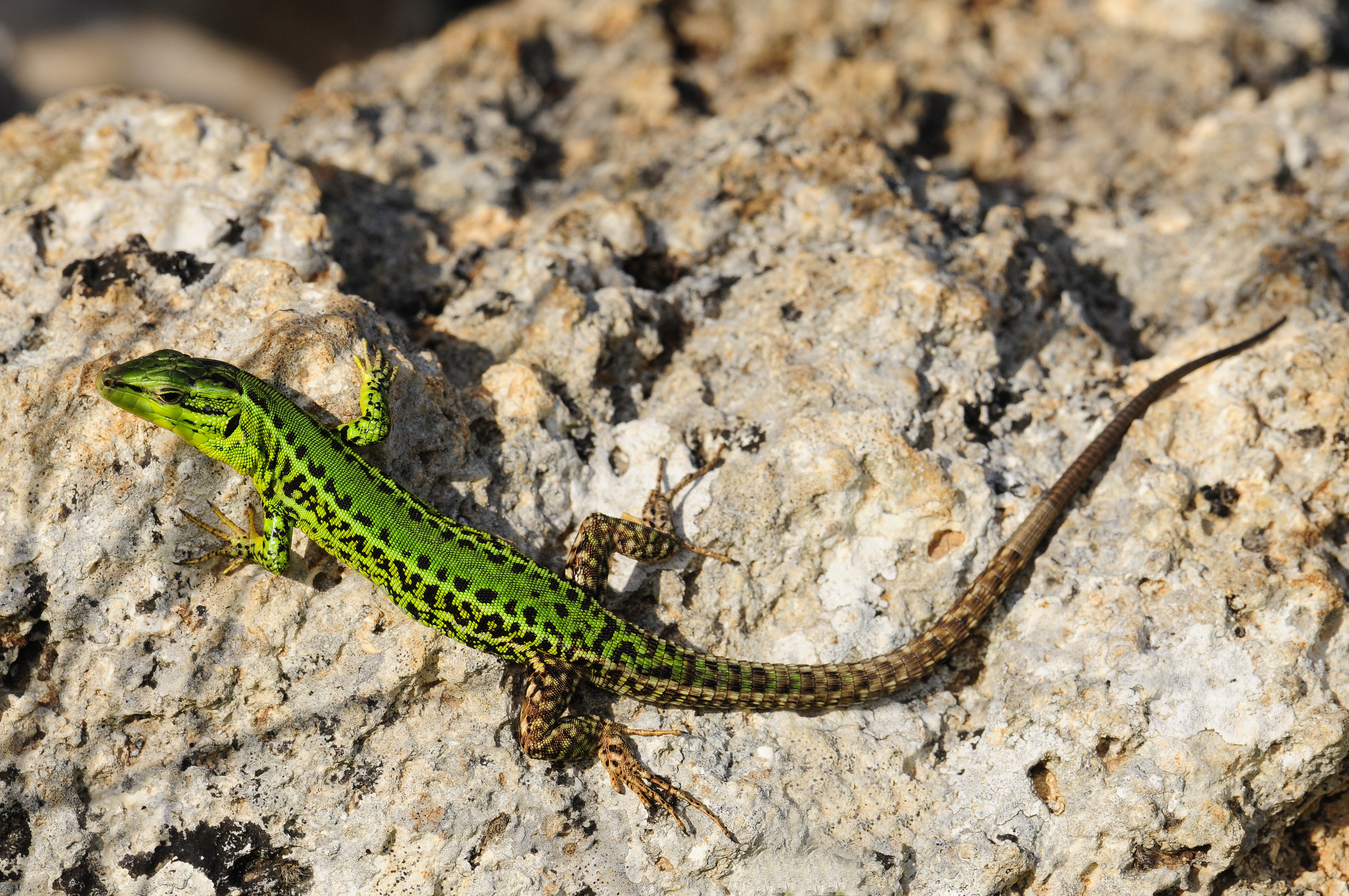
Podarcis waglerianus, lézard endémique de Sicile.

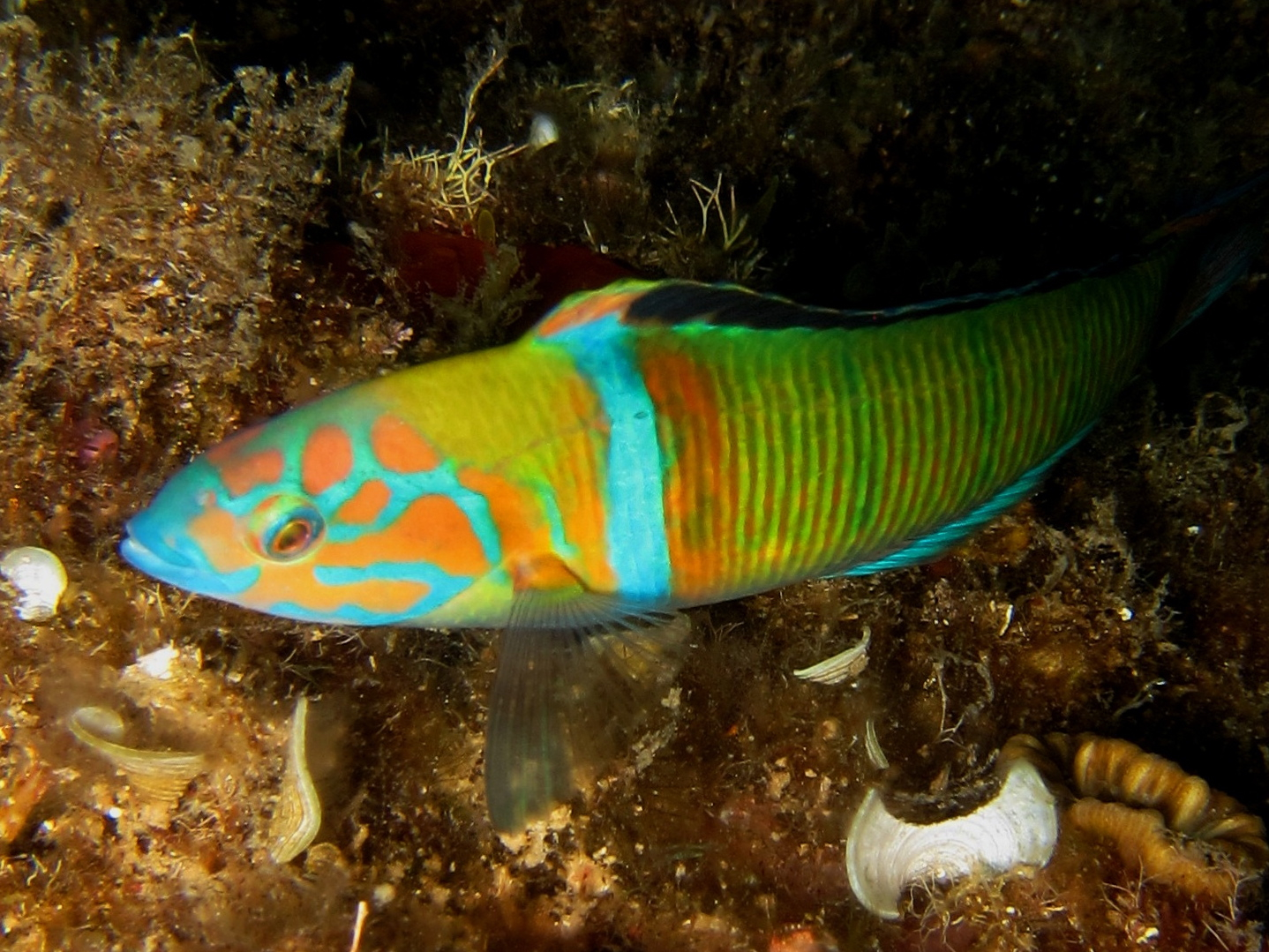
Girelle-paon.

Cette richesse en espèces a plusieurs causes : d’une part, pendant les glaciations du Pléistocène, le territoire italien est resté largement libre de la glace, ce qui a permis à la flore et à la faune de survivre, contrairement aux régions du centre et du Nord du reste du continent. Inversement, le retrait des grands glaciers a laissé en certains endroits dans la montagne une faune relique glaciaire. De plus, le territoire italien s'étend sur environ 10° de latitude, donc, tout en restant dans un contexte de climats tempérés sans extrêmes de chaleur, de froid ou d'aridité, la différence climatique entre le Nord et le Sud du pays est importante, allant des climats nivaux des sommets alpins au climat méditerranéen des côtes centre-sud et des îles en passant par le climat tempéré semi-continental frais de la plaine du Pô,.
Une dernière explication de la raison pour laquelle l’Italie a une population naturelle si diversifiée réside dans l’hétérogénéité environnementale produite par la nature majoritairement vallonnée et montagneuse du territoire, qui a provoqué une prolifération de niches écologiques, spatialement proches, mais très diversifiées.

## Flore et végétation
L'Italie possède une flore extrêmement diversifiée, à tel point qu'elle est la plus riche en espèces de toute l'Europe. Selon l'ISPRA, le plus grand nombre d'espèces se trouve dans les régions caractérisées par une plus grande variabilité environnementale et dans celles qui ont les territoires les plus vastes.
Les principales formations végétales naturelles sont boisées, mais souvent dégradées par des interventions humaines telles que le taillis ou la déforestation, ou exploitées pour la sylviculture intensive,.
Les zones riches en espèces endémiques sont avant tout les hautes montagnes isolées entre des reliefs de basse altitude tels que diverses zones alpines, les Alpes maritimes, les Alpes apuanes, l’Apennin central, le Gargano et les reliefs calabrais, sardes et siciliens (notamment les pentes de l’Etna à haute altitude). Certaines espèces ont une aire de répartition très réduite (point d'endémisme), par exemple la primevère du Cap Palinuro, qui pousse sur les falaises de la ville homonyme de Campanie, de la côte des Infreschi et de quelques autres stations isolées de Lucan ou de Calabre.
Les bois les plus riches en espèces sont généralement les bois subalpins et alpins. Les bois méditerranéens sont presque toujours dominés par le chêne vert. Les bords de la Méditerranée ou la garrigue abritent également un contingent d'espèces très diversifiée, comme de nombreuses orchidées. La végétation méditerranéenne s'étend également au-delà de sa zone climatique, des espèces importantes du maquis se trouvant sur les grands lacs pré-alpins. Le bois de Mesola est par exemple composé principalement de chêne vert bien qu'il soit situé dans une zone au climat tempéré, humide et froid en hiver.
Il est devenu presque impossible de trouver de grands bois à feuilles persistantes méditerranéennes, car ils sont exploités depuis des millénaires pour la production de bois de chauffage et de charbon de bois. La transformation en garrigue n'est pas seulement causée par la coupe mais également la dégradation du sol, généralement due à la pression anthropique, provoquée par des incendies répétés ou un pâturage excessif, en particulier des chèvres,.
Les forêts situées sur les collines et composées de chênes à feuilles caduques comme le chêne, le chêne pubescent et le chêne lombard sont exploitées pour le bois de chauffage. Les forêts de hêtres maintiennent quant à elles parfois un écosystème parfaitement intact, par exemple dans le parc national des forêts du Casentino, Monte Falterona, Campigna ou dans la forêt d'Umbra, dans le Gargano,.
Les chênes unis, qui couvraient autrefois toute la plaine du Pô et la plupart des plaines côtières sont aujourd'hui réduits à quelques bandes résiduelles. Dans la vallée du Pô, ces bois ont pratiquement disparu, remplacés par des cultures spécialisées et des agglomérations urbaines, ce qui, combiné à la très forte densité de population, à la grande industrialisation et à l'agriculture intensive, rend cette zone la moins naturelle et la plus pauvre en biodiversité du pays.
Les conifères ne peuvent pas être taillés, donc les forêts de ces arbres sont toujours hautes. Elles sont divisées en deux types : de montagne et méditerranéenne.
Les forêts de montagne des Alpes sont constituées de sapins rouges, de sapins blancs et de mélèzes accompagnés de pins comme le pin sylvestre et le pin cembro suisse, alors que dans les Apennins il n'y a pas de véritables forêts de conifères. On n’y rencontre que du sapin argenté, souvent mélangé à du hêtre. Dans les régions méridionales, il existe des bois d'essences similaires au pin noir comme le mélèze en Calabre et en Sicile ou le rare pin de Bosnie, présent uniquement dans le Pollino,.
Les bois de conifères méditerranéens sont presque toujours composés de trois espèces de pins : le pin d'Alep, le pin cembro et le pin maritime, ce dernier uniquement en Ligurie, Toscane et Sardaigne. Les pinèdes côtières qui bordent les côtes notamment du côté tyrrhénien et en Émilie-Romagne ont été plantées par l'homme mais font désormais partie intégrante du paysage national et s'intègrent parfaitement dans l'environnement.

## Faune
Même en ce qui concerne la faune, l'Italie peut compter sur une biodiversité remarquable, mais avec un taux d'endémisme inférieur à celui des plantes. Parmi les invertébrés, il existe de nombreuses espèces endémiques, à la fois dans des environnements limités (lacs, grottes, etc.) et dans des endroits plus ouverts. Il n'y a pas de massif montagneux, surtout s'il est isolé des autres, qui ne possède pas sa propre espèce endémique.
Parmi les insectes, trop nombreux pour analyser les différents ordres, les coléoptères méritent d'être mentionnés, car ils font preuve d'une grande capacité de spéciation et ont formé de nombreuses espèces endémiques, dont beaucoup en grottes.
Parmi les poissons d'eau douce d'Italie, il existe de nombreuses espèces endémiques (notamment la truite marbrée des rivières pré-alpines), mais leur statut de conservation est presque toujours très compromis. Parmi les espèces les plus menacées figurent les esturgeons, autrefois fréquents dans le Pô.
Les amphibiens possèdent également de nombreuses espèces endémiques, telles que la salamandre à lunettes ou le crapaud des Apennins, tous deux présents uniquement dans le centre sud du pays. Les géotritons, membres de la famille des Plethodontidae, ne comptent des espèces en dehors de l’Italie qu’en Amériques et en Corée. De façon similaire, le proteus, aveugle et ressemblant plus à un poisson qu'à un amphibien, est le seul représentant non-américain de sa famille. De nombreux amphibiens sont aujourd'hui menacés d'extinction.
Quant aux reptiles, et en particulier les sauriens, le contingent d'espèces et sous-espèces endémiques est très riche, notamment en Sardaigne et en Sicile, mais aussi dans les petites îles. Le gyroïde nain et le lézard Bedriaga (Archaeolacerta bedriagae) ont tous deux une aire de répartition restreinte à la Sardaigne et à la Corse, mais c'est surtout le genre Podarcis qui représente la plus grande biodiversité avec différentes espèces (P. filfolensis, P.raffonei, P. sicula, P. tilguerta, P. wagleriana). L’espèce P. raffonei alvearioi est endémique du Scoglio Faraglione (île de Salina) ; P. raffonei spoonrai du stack de La Canna (Filicudi) ; P. sicula coerulea du stack di Fuori (Capri) ; P. sicula monaconensis du Scoglio del Monacone (Capri).
Les oiseaux sont présents avec des centaines d'espèces nicheuses, mais la péninsule italienne est également une zone d'hivernage très importante pour de nombreuses espèces qui se reproduisent dans les régions du Nord de l'Europe. Les zones humides sont particulièrement importantes, et leur présence et la bonne qualité de leur environnement sont liées au sort de nombreuses espèces de volailles. Il existe de nombreux oiseaux en danger en Italie, mais le déclin de la chasse et le succès des opérations de réintroduction et de protection en faveur d'espèces rares font que la situation de ce groupe s'améliore nettement.
Enfin, les mammifères présentent une bonne voire excellente diffusion vis-à-vis des espèces de petite et moyenne taille (notamment rongeurs, insectivores, chauve-souries, etc) alors que de nombreuses espèces de grands animaux ont été, lorsqu'elles n'étaient pas éteintes, confinées dans des zones inaccessibles à faible densité de population. L’ours brun, par exemple, n'est présent que dans le parc national des Abruzzes, du Latium et du Molise et dans quelques régions alpines. Dans d'autres cas, comme le sanglier ou le daim, les populations sont si abondantes qu'elles sont responsables de graves dommages à l’agriculture et aux écosystèmes. Enfin, certaines espèces comme le loup, le chacal doré ou le porc-épic connaissent une expansion très rapide à partir de situations très compromises : le loup des Apennins était considéré comme presque éteint dans les années 1950 et 1960 mais a depuis recolonisé la quasi-totalité de son aire de répartition d’avant la Seconde Guerre mondiale avec des populations florissantes,.

## Menaces pour la biodiversité
L'Italie possède une biodiversité très riche qui est gravement menacée par certains facteurs tels que la densité de population humaine élevée, l'urbanisation, la déforestation intense des zones les plus fertiles, et l’existence de comportements criminels (incendies, construction illégale, braconnage).
Le problème le plus grave est la perte d'habitat, principalement due à l'expansion urbaine et infrastructurelle, qui affecte de manière sélective certains environnements tels que les zones côtières avec des broussailles méditerranéennes, généralement situées dans des endroits de haute valeur touristique et de construction, ou des zones de dunes côtières, très souvent rasées pour construire des établissements balnéaires. Même les zones périurbaines courent un risque imminent d'être couvertes par des expansions urbaines et sont donc souvent protégées. Contrairement aux zones de broussailles méditerranéennes, les zones boisées de montagne et de hautes collines montrent une augmentation significative de la surface forestière, essentiellement due à l'abandon progressif de l'agriculture de montagne, qui n'est plus compétitive pour les normes de production actuelles. L'altération des cours et des berges des rivières et ruisseaux telle que la rectification, l'extraction de sable et de gravier et la construction excessive des berges est très dommageable pour la faune aquatique, tout comme la construction de barrages. Les récentes extinctions en Italie de l’esturgeon et de la lamproie de rivière, sont liées à ces opérations. Les prairies de Posidonia oceanica sont importantes pour l'équilibre écologique des zones côtières ; elles connaissent cependant une régression généralisée due à des interventions humaines telles que l'augmentation de la sédimentation (due à l'augmentation du débit de l'eau des cours d'eau), la construction des ports et autres travaux en mer, le chalutage côtier illégal, l’ancrage incorrect, ou encore l’introduction d'algues vertes tropicales du genre Caulerpa.
Un autre phénomène de dégradation des terres qui affecte principalement les zones côtières à climat méditerranéen sont les incendies de forêt, presque toujours d'origine humaine, à la fois négligents et parfois malveillants, en raison du désir de changer l'utilisation prévue des terres, à la vengeance et aux représailles criminelles, et aux tentatives naïves de transformer les terres boisées en pâturages,. Outre la végétation et les animaux moins vagiles (les populations de tortues, par exemple, sont très endommagées par le feu), le passage répété du feu sur une zone provoque la dégradation de la végétation en garrigue, la perte de sol, puis la désertification,,.

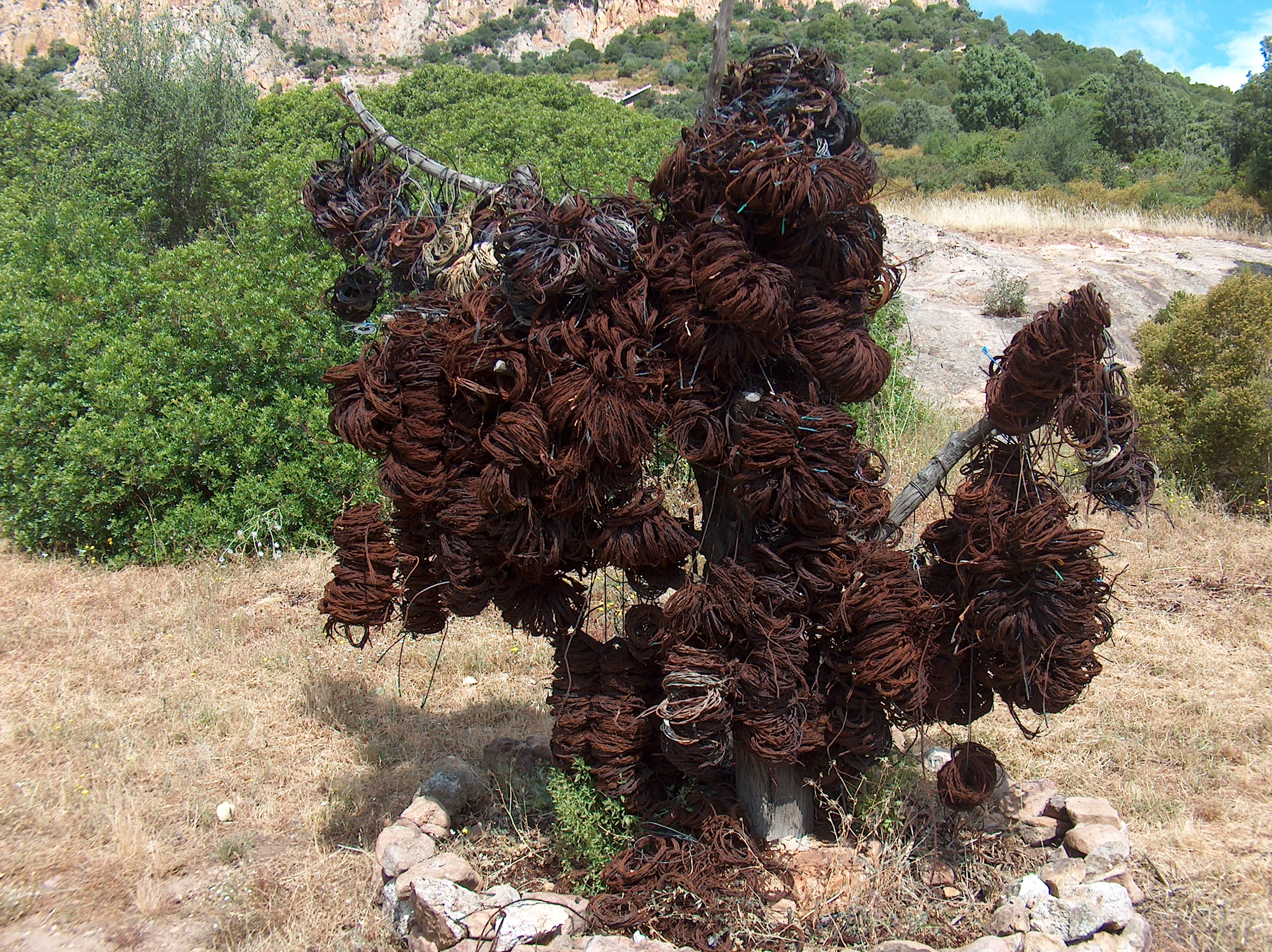
Lacets utilisés par les braconniers saisis en Sardaigne par le Corps forestier d'État.

Au fil des années, le phénomène du braconnage, endémique dans les premières décennies après la Seconde Guerre mondiale, a fortement diminué. Les dommages qu’il cause sont graves en particulier lorsqu'il est effectué sur des espèces migratrices ou contre de grands prédateurs, dont les populations sont naturellement composées de quelques individus,. La pêche illégale est très nuisible lorsqu'elle voit l'utilisation de chaluts au-delà de 50 m de profondeur (où c’est strictement interdit car c'est la zone où la reproduction de presque toutes les espèces de poissons a lieu et où se trouvent les jeunes individus). Une autre menace sérieuse pour l'ichtyofaune est la capture d'individus juvéniles qui ne se sont pas encore reproduits (pratique généralement interdite). Avec la forte surpêche, c'est l'une des causes qui ont conduit à la raréfaction du thon rouge. Dans le cas de l'anguille, la raréfaction, très forte, est principalement due à la capture de jeunes individus, à la fois à des fins gastronomiques et pour repeupler les vallées et étangs de pêche,.
L’introduction d'espèces exotiques est, au niveau mondial, l'une des principales causes d'extinction des espèces et de perte de biodiversité. En Italie, cela est particulièrement vrai en ce qui concerne les poissons d'eau douce, : au fil des ans, plusieurs dizaines d'espèces exotiques ont été introduites, à la fois pour la pêche et à des fins ornementales. Elles se sont parfaitement acclimatées, créant des problèmes prévisibles pour les espèces indigènes allant jusqu'à l'extinction locale. Parmi les espèces exotiques les plus courantes, le poisson-chat, le carassin et le silure glane. Ce dernier, présent surtout dans le Pô, est un véritable monstre qui peut atteindre une tonne.
La pollution est également une cause de perte de biodiversité, particulièrement problématique dans les milieux aquatiques où le rejet de substances organiques, en plus de modifier profondément les communautés écologiques, peut conduire à des événements anoxiques causant la mort de poissons.
Enfin, les changements dans les pratiques agricoles ont également eu des conséquences néfastes sur certaines espèces animales : par exemple, la tendance à la monoculture nuit fortement à certaines espèces, comme la perdrix grise, qui préfèrent les environnements « mosaïques » de différentes cultures. L’utilisation de produits chimiques toxiques, en plus d’intoxiquer les espèces, réduit drastiquement le nombre d’insectes disponibles. C’est probablement la cause du fort déclin de la population de pies-grièches pendant les dernières décennies du xxe siècle.